# Sabatieria longicaudata
Sabatieria longicaudata är en rundmaskart. Sabatieria longicaudata ingår i släktet Sabatieria, och familjen Comesomatidae. Arten är reproducerande i Sverige.